# Дэйл, Алан
Алан Хью Дэйл (англ. Alan Hugh Dale, род. 6 мая 1947, Данидин, Южный остров, Новая Зеландия) — новозеландский актёр.

## Биография
Алан Дэйл родился 6 мая 1947 года в Данидине, Южный остров, Новая Зеландия; один из четырех детей, его семья была сравнительно бедна. Хотя Дэйл был нежным ребёнком, он постоянно поддавался издевательствам со стороны других и так научился защищаться и постоять за себя. Выросший в Новой Зеландии без телевидения до 1960 года, Дэйл очень полюбил театр и художественную самодеятельность. Его первое выступление состоялось на школьном концерте в возрасте 13 лет. Мальчик произвел большое впечатление на актёра Шелли Бермана. Родители Алана построили свой собственный любительский театр в Окленде под названием «The Little Dolphin Theatre». Алан также играл в регби до 21 года, но оставил спорт ради актёрской карьеры. В Новой Зеландии роли были ограничены, а точнее не снимали много фильмов, поэтому Алану Дэйлу приходилось работать на нескольких работах: в том числе моделью, продавцом машин и риелтором. Работая молочником он услышал работу одного диджея на местном радио и придя в студию сказал, что сделал бы лучше. Они дали ему попробовать, а затем подписали с ним контракт на вещание во вторую половину дня.
Свою первую роль на экране он сыграл в телевизионной драме «Радиоволны», хотя она и не увенчалась успехом, Алан Дэйл охарактеризовал её как «девять месяцев основательной работы и большое удовольствие». В конце 70-х годов, Дэйл переехал в Австралию из-за ограниченной работы в Новой Зеландии. Он хотел поступить в Национальный институт драматического искусства в Сиднее, но не смог, поскольку он был намного старше, чем кто-либо на курсе. Вскоре он получил роль в Доктора Джона Форреста в сериале «Молодые доктора».
В 1985 году Дэйл исполнил роль Джима Робинсона в австралийском телесериале «Соседи», благодаря которому он получил известность во всем мире, в том числе и в Великобритании. Он снимался в сериале в течение восьми лет, но по истории его персонаж умер и Дэйл покинул проект. Свою работу в этом сериале Дэйл назвал «интересной». После «Соседей» его единственным регулярным источником дохода стал голос за кадром. Однако в 1999 году он сыграл в телефильме «Первая дочь». После открытия он мог говорить с убедительным американским акцентом и присутствовал на премьере фильма. В январе 2000 года он наконец переезжает со своей семьей в США. Дэйл, его вторая жена Трейси и их двухлетний сын Ник поселились в ужасно маленькой квартире в Лос-Анджелесе.
В возрасте 52-х лет, его карьера была оживленной и он начал брать уроки актёрского мастерства. Первая роль в США он сыграл в сериале под названием «Признаки жизни». Дэйл получил лишь пару прослушиваний во время своего первого года в Америке, но его прорыв произошел, когда он сыграл южноафриканца Ал Паттерсона в четырех эпизодах телесериала «Скорая помощь». С тех пор, Дэйл был «занят, как никогда». Он снялся во многих серилах, таких как: «Военно-юридическая служба», «Западное крыло», «Секретные материалы», «Морская полиция: Спецотдел», «Торчвуд» и «Практика». С 2003 по 2004 год Дэйл играл вице-президента США Джима Прескотта в детективном сериале «24». C 2006 по 2010 год играл жестокого бизнесмена Чарльза Уидмора в известном телесериале «Остаться в живых», так как его роль была второстепенной он параллельно с сериалом сыграл в фильме «Индиана Джонс и Королевство хрустального черепа».

## Фильмография
| Год       |    | Русское название                                | Оригинальное название                              | Роль                                         |
| --------- | -- | ----------------------------------------------- | -------------------------------------------------- | -------------------------------------------- |
| 1989      | в  | Houseboat Horror (англ.)                        | Houseboat Horror                                   | Эванс                                        |
| 1999      | тф | Первая дочь                                     | First Daughter                                     |                                              |
| 1999      | тф | Инопланетная угроза                             | Alien Cargo                                        |                                              |
| 2002      | тф | Арендный контроль                               | Rent Control                                       | Джордж                                       |
| 2002      | ф  | Звёздный путь: Возмездие                        | Star Trek: Nemesis                                 |                                              |
| 2003      | ф  | Экстремальная команда                           | The Extreme Team                                   | Ричард Ноулз                                 |
| 2003      | ф  | Голливудские копы                               | Hollywood Homicide                                 | командир Престон                             |
| 2003—2007 | с  | Одинокие сердца                                 | The O.C.                                           | Калеб Никол                                  |
| 2004      | ф  |                                                 | Straight Eye: The Movie                            | отец Келли                                   |
| 2004—2010 | с  | Остаться в живых                                | Lost                                               | Чарльз Уидмор (отец Пенни, невесты Десмонда) |
| 2006      | с  | «Дурнушка»                                      | Ugly Betty (первые два сезона)                     | Брэдфорд Мид                                 |
| 2008      | ф  | Индиана Джонс и Королевство хрустального черепа | Indiana Jones and the Kingdom of the Crystal Skull | генерал Росс                                 |
| 2011      | ф  | Пастырь                                         | Priest                                             | Монсеньор Чамберлэйн                         |
| 2011—2012 | с  | Однажды в сказке                                | Once Upon a Time                                   | Король Джордж/Альберт Спенсер                |
| 2011      | ф  | Девушка с татуировкой дракона                   | The Girl with the Dragon Tattoo                    | инспектор Исакссон                           |
| 2014      | ф  | Первый мститель: Другая война                   | Captain America: The Winter Soldier                | член Совета безопасности Рокуэлл             |
| 2014      | ф  | Грэйс                                           | Grace: The Possession                              | Джон                                         |